# Winthemia authentica
Winthemia authentica là một loài ruồi trong họ Tachinidae.